# Književnost u 1861.
◄◄ | ◄ | 1858. | 1859. | 1860. | 1861.  | 1862. | 1863. | 1864. | ► | ►►
Arhitektura • Astronomija • Biologija • Fotografija • Glazba • Kazalište • Kemija • Kiparstvo • Knjige • Književnost • Kršćanstvo • Meteorologija • Medicina • Planinarstvo • Politika • Pravo • Promet • Slikarstvo • Šport • Znanost • Željeznički promet
Književnost u 1861.

## Svijet

### Književna djela
- Poniženi i uvrijeđeni Fjodora Mihajloviča Dostojevskog

### Rođenja
- 7. svibnja – Rabindranath Tagore, indijski pjesnik, skladatelj i dramaturg († 1941.)

### Smrti
- 10. ožujka – Taras Grigorovič Ševčenko, ukrajinski pjesnik, slikar i humanist (* 1814.)

## Hrvatska i u Hrvata

### Rođenja
- 14. srpnja – August Harambašić, hrvatski pisac, pjesnik, publicist, odvjetnik, političar i prevoditelj († 1911.)
- 12. prosinca – Janko Leskovar, hrvatski učitelj i književnik († 1949.)

## Vanjske poveznice
|  | Zajednički poslužitelj ima još gradiva o temi Književnost u 1861. |